# الهنود في تركيا
الهنود في تركيا هم مجتمع صغير يبلغ عددهم 300 ويضم حوالي 100 أسرة. يعمل معظمهم كأطباء ومهندسين كمبيوتر أو موظفين في شركات متعددة الجنسيات. الهند لديها أيضًا وجود تجاري صغير في تركيا من خلال مكاتب تمثيلية لشركة رليانس للصناعات وتاتا موتورز و Indorama.

## علاقات
معظم الهنود هم من الهندوس ويشكل المجتمع الجزء الأكبر من الهندوس في تركيا. في الآونة الأخيرة, كانت هناك جهود للترويج للسياحة والثقافة من الهند كوسيلة لتطوير المجتمع وإقامة علاقات أفضل مع المجتمع التركي.